# Philippe Decelle
Philippe Decelle est un plasticien et collectionneur belge né le 26 novembre 1948. Son travail est principalement centré sur les structures géométriques dans la nature et dans les paysages.

## Biographie
Phillipe Decelle naît à Bruxelles le 26 novembre 1948. Parallèlement à ses études à l'Ecole Polytechnique de l'Université Libre de Bruxelles et un Master Business Administration à Washington il commence à faire connaître son travail de plasticien autodidacte. Il est distingué par le jury du Prix de la jeune peinture belge en 1971 et représente la Belgique au Festival d'Art International de Minneapolis en 1972.
En plus de son travail de plasticien il commence à collectionner à partir de 1974 des pièces en verre opalescent produites en majeure partie en France durant la période art déco. À partir de 1987 il décide de constituer une large collection d'objets en plastique conçus par les designers européens dès 1957. Exposée dans un premier temps dans un espace privé – le Plasticarium – la collection est acquise par l'Atomium qui crée à partir de ce patrimoine le musée ADAM (ADAM – Art & Design Museum, renommé Design Museum Brussels depuis 2020) en 2014. 

## Œuvre picturale et sculpturale.
Le langage visuel de Philippe Decelle est influencé en partie par le travail de Paul Klee, Victor Vasarely, Andy Warhol, Sol LeWitt dont il découvre les œuvres alors qu'il est adolescent. L'abstraction géométrique, le op art, le pop art, l'art conceptuel sont autant de mouvements artistiques qui l'amènent à relier un vocabulaire esthétique proche du design et de l'engeenering à une préoccupation plus sociétale : la géométrie des paysages que l'homme a durablement modifié dans sa conquête de la modernité.
Les thèmes inspirés par la nature sont envisagés sous un prisme industriel et traités par des processus de sérialisation, de mise en abîme des structures, de détournement de matériaux ou encore d'exploitation des limites liées aux techniques de reproduction.
L'œuvre de Philippe Decelle est marquée par une certaine continuité dans sa thématique avec toutefois des périodes très marquées sur le plan du style.

## Collectionneur
Philippe Decelle est aussi collectionneur. Il apparaît notamment dans la liste des 200 plus grands collectionneurs mondiaux dans la revue ARTnews de 2010 à 2014. 
La collection de design plastique comportant pas moins de 2000 objets fabriqués depuis les années 50 par des artistes et designers tels que César, Evelyne Axell, Joe Colombo, Verner Panton, Philippe Starck, Maurice Calka a suscité un intérêt particulier pour ce qui est considéré comme une production industrielle emblématique du XXe siècle,.
Cette collection est acquise en 2014 par l'Atomium pour constituer la base patrimoniale du musée ADAM - Brussels Design Museum.
Une autre collection, plus confidentielle, est celle des verres opalescents. Elle regroupe pratiquement la totalité des objets décoratifs en verre opalescent produits par des artistes français comme Lalique, Sabino et Hunebelle durant la période art déco.
Cette collection est décrite par l'artiste comme une résonance à son travail dans l'approche de la lumière et des couleurs.

## Collections
Vol de canards – Œuvre de 31 pièces réalisée pour la station de métro Roi Baudouin à Bruxelles – 1994-1998.
La digue, âme des polders, œuvre en néons et plexiglas gravé aéroport de Bruxelles National – 1995.
Le Salut des Artistes, sculpture en néon, Résidence Palace (Centre de presse européen) – Bruxelles.
Musée d’Arts Royaux des beaux-arts de Bruxelles, Musée d’Ixelles, Collections de l’ULB, Banque Belfius, Banque ING, Fonds National de la Recherche Scientifique, Ministère de la Culture française, Canon Benelux, Stichting voor kunsdicht in de kunst (Eindhoven), Swift, Atomium.

## Expositions

### Expositions solo
- 2016 : Centre culturel Wolubilis – Bruxelles[8] ; Galerie Zedes – Bruxelles
- 2012 : Centre culturel d’Uccle – Bruxelles
- 2011 : Galerie Zedes – Bruxelles ; Banque Transatlantique Belgium – Bruxelles
- 2008 : Galerie Zedes – Bruxelles
- 2004 : Centre culturel d’Uccle – Bruxelles
- 2001 : Institut Supérieur pour l’Etude du Langage Plastique – ISELP – Bruxelles[9]
- 1998 : Philip Morris Institute – Bruxelles
- 1997 : Galerie Tecno – Bruxelles
- 1994-1996 : Galerie Christine Colmant – Bruxelles
- 1993 : Inauguration de l’atelier en collaboration avec la galerie Christine Colmant
- 1990 : Galerie Clara Scremini – Paris ; Galerie Marcel Becker – Knokke-le-Zoute; « Plexilight » – Galerie de Carnière – Bruxelles
- 1989 : Galerie Zedes – Anvers ; Trade Markt – Bruxelles
- 1986 : Centre Culturel de la Communauté Française Wallonie-Bruxelles, le Botanique[10]; Galerie Esschius – Diest
- 1984 : Galerie Synergon – Bruxelles
- 1982 : « 16 ans de peinture » – Galerie H & V – Anderlecht – Bruxelles
- 1980 : Galerie Kriwin – Bruxelles
- 1978 : Hôpital Erasme – Anderlecht – Bruxelles ; Galerie Esschius – Diest
- 1975-1977 : Galerie Arcanes – Bruxelles
- 1974 : Banque Lambert – Bruxelles
- 1972 : Galerie du Marwin Center de la G.W.U. – Washington D.C. (USA)
- 1971-1973 : Galerie Regard 17 – Bruxelles
- 1968-1970 : Université de Bruxelles

### Expositions groupe
- 2018-2019 : « Arts et Math » – Nouvelles écoles belges au Maroc –  Rabat – Maroc
- 2016 : « Cent artistes en liberté » – Musée juif de Bruxelles – Bruxelles
- 2015 : « Paysages de Belgique » – Musée d'Ixelles – Bruxelles ; « Le fruit défendu » – Galerie du Beffroi – Namur
- 2014 : « Art et Math » – Université de Bruxelles ; « La Route bleue » – Fondation Boghossian à la Villa Empain – Bruxelles
- 2009 : « A louer » – Centre Wolubilis – Woluwé-Saint-Lambert – Bruxelles ; « Metro Art Memory » – Bruxelles ; « Trésors ucclois » – Bruxelles
- 2007 : « L’Amour de l’art contemporain dans les collections privées du Sud-Ouest » Musée des Beaux-Arts d’Agen – France ; « La Collection de l’Université de Bruxelles au belgo-masculin » – Bruxelles
- 2006 : « Pierre, Papier, Ciseaux » – GPOA – Bruxelles ; « Lights on » – Galerie Zaïra Mis – Bruxelles ; « L’Evénement Art 2006 » – Ambassade du Luxembourg – Bruxelles
- 2003 : « A table ! » – GPOA – Bruxelles
- 1996-1999 : « La Lumière dans l’art » – Solingzen-Gräfrath (DE), Sesbierum (NL), Minsk (Biélorussie), musée Narodowe – Varsovie (Pologne)
- 1997 : « Les Matricielles » – Centre de la gravure et de l’image imprimée – La Louvière ; Foire de Bologne
- 1993 : Brussel’s Art Fair – Bruxelles (I) ; Sculpture urbaine au Parc Roi Baudouin
- 1990 : Invité pour « Parcours d’Artistes II » – Bruxelles ; Galerie Schultz – Cologne
- 1988 : « Visages » – Musée Saint-Georges – Liège
- 1984 : Musée David et Alice van Buuren – Bruxelles ; « Néon, Fluor et Cie » – ISELP – Parc d’Egmont – Bruxelles ; « Art et Matière plastiques » – GPOA – Bruxelles
- 1983 : Musée David et Alice van Buuren – Bruxelles
- 1982 : « La Sculpture en métal » du CACEF (Centre d’Action Culturelle de la Communauté d’Expression Française) – Namur
- 1981 : « L’Autre Jeune Peinture » – Gare Centrale – Bruxelles
- 1980 : Galerie Reflex – Bruxelles
- 1979 : « Malou 79 – exposition de plein air de sculpture européenne » – GPOA/parc Malou – Bruxelles ; Œuvres acquises par le Ministère de la Culture – Palais des Beaux-Arts – Bruxelles
- 1977 : Centre Moscicki – Bruxelles
- 1976 : « Marge du temps » – Galerie Arcanes – Bruxelles
- 1975 : Banque Lambert – Bruxelles
- 1974 : Aspect I – 22 peintres belges contemporains » – Crédit Communal de Belgique – Bruxelles, Charleroi, Turnhout, Gand
- 1973 : Galerie Michelson – Washington D.C. (U.S.A.) ; 4 œuvres sélectionnées par le Jury du Prix de la Jeune Peinture Belge
- 1972 : Représente la Belgique au Festival d’Art International de Minneapolis – St Paul (U.S.A.)
- 1971 : Distingué par le jury du Prix de la Jeune Peinture Belge

## Livres
- Intérieurs 50, Editions Synergon, 1983[11].
- Opalescence. Le verre moulé des années 1920-1930, Philippe Decelle, 1986[12].
- Sabino. Maître verrier de l'art déco 1878-1961. Catalogue raisonné, Philippe Decelle,1987[13].
- L'utopie du tout plastique, Fondation pour l'architecture & Editions Norma 1994[14].